# Tenupedunculus virginale
Tenupedunculus virginale là một loài chân đều trong họ Stenetriidae. Loài này được Schultz miêu tả khoa học năm 1982.